# Покровская Богачка
Покровская Богачка (укр. Покровська Багачка) — село, Хорольская городская община, Лубенский район, Полтавская область, Украина.
Код КОАТУУ — 5324885001. Население по переписи 2001 года составляло 1369 человек.

## Географическое положение
Село Покровская Богачка находится у истоков реки Багачка, ниже по течению на расстоянии в 4 км расположены сёла Запорожчино и Иванцы. На расстоянии в 0,5 км расположено село Настасовка. Река в этом месте пересыхает, на ней сделано несколько запруд. Через село проходят автомобильная дорога М-03 и железная дорога, станция Платформа 196 км.

## История
- XVII век — дата основания[2].
- Покровская церковь известна с 1779 года[3][4]
- Село указано на карте частей Киевского, Черниговского и других наместничеств 1787 года как Богачка[5]
- После 1945 присоединены: Иванчуки[6] (Райки[7]), Зубивка[8] (Зубов[9]) и Фидеивка[10]

## Экономика
- Молочно-товарная ферма.
- «Багачанское», сельскохозяйственный ПК.
- Хорольский хлебокомбинат.

## Объекты социальной сферы
- Школа.

## Известные жители и уроженцы
- Козлов, Иван Григорьевич (1925—1995) — Герой Социалистического Труда.
- Сиренко, Владимир Фёдорович (род. 1960) — советский и украинский дирижёр, главный дирижёр и художественный руководитель Национального заслуженного академического симфонического оркестра Украины.